# La colpa della signora Hunt
La colpa della signora Hunt (Song of Surrender) è un film del 1949 diretto da Mitchell Leisen.

## Trama
La giovane moglie di un pastore protestante si innamora di un uomo politico. Quando cercherà, delusa dal nuovo compagno, di tornare dal marito, costui è oramai uscito di senno ed impazzito per il dolore.